# Leśnica (gmina)
Leśnica est une gmina mixte du powiat de Strzelce Opolskie, Opole, dans le sud-ouest de la Pologne. Son siège est la ville de Leśnica, qui se situe environ 11 km au sud-ouest de Strzelce Opolskie et 32 km au sud-est de la capitale régionale Opole.
La gmina couvre une superficie de 94,63 km2 pour une population de 8 757 habitants.

## Géographie
La gmina inclut les villages de Leśnica, Czarnocin, Dolna, Góra Świętej Anny, Granica, Kadłubiec, Krasowa, Kurzawka, Łąki Kozielskie, Lichynia, Popice, Poręba, Raszowa, Wysoka et Zalesie Śląskie
La gmina borde la ville de Kędzierzyn-Koźle et les gminy de Strzelce Opolskie, Ujazd et Zdzieszowice.